# 瑛想院
瑛想院（えいそういん、天明2年1月1日（1782年2月12日） - 明治8年（1875年）4月26日）は、江戸時代後期から明治時代の女性。水戸藩第7代藩主・徳川治紀の側室。第9代藩主・徳川斉昭の生母。名は永（えい）、諱は補子（ますこ）。外山補子。

## 生涯
元修南院僧都である町資補（権大納言烏丸光胤の三男）の娘として京に生まれ、叔父である権大納言外山光実の養女となる。
寛政7年（1795年）、数え年14歳で徳川治紀（後に水戸藩主、この時は嗣子）の側室となる。治紀はこの前年に正室方姫と2人の娘を相次いで亡くしており、以後正室を持たなかったため、選ばれた側室の一人だったと考えられる。寛政8年（1796年）鄰姫（清子）、寛政9年（1797年）苞姫、寛政12年（1800年）敬三郎（斉昭）の一男二女を産んだ。文化13年（1816年）、治紀の死去により落飾、瑛想院と称した。
8代藩主は治紀の長男・斉脩が継いだが、斉脩には子がなく、継嗣問題の末に斉昭がその養子として9代藩主となった。藩主斉昭の嫡母は斉脩の正室・峯寿院であり、将軍家斉の娘でもある彼女は、斉昭にとって頭が上がらない相手であった。こうした中、天保4年（1833年）2月、瑛想院は領国水戸に下った。斉昭の教育方針で、嫡子・慶篤を除く斉昭の子女達は江戸から水戸に送られ、水戸城に暮らして教育を受けた。斉昭の子女を描いた「義公烈公諸公子肖像画帖」には、黒紋付を着た剃髪姿の老女が描かれており、これは瑛想院と考えられている。『昔夢会筆記』には、水戸で教育を受けていた頃の徳川慶喜との話が載っている。瑛想院は当時水戸城中の翠の間という所に住み、斉昭の子達には実の祖母に当たるため、毎月1日・15日・28日の3日、水戸城で暮らす諸公子は揃って翠の間に集まり挨拶するのが慣わしだった。瑛想院は慶喜の日頃の悪戯の数々の知らせを逐一受けていたので、ある日、面と向かって厳しく叱った。だが、慶喜は謝るどころか、すっと立ち上がって「この坊主め」と罵りつつ、瑛想院の頭をしたたかに打ち叩いた。とんでもない無礼として慶喜はさらに厳しく叱られて罰を受け、この話を聞いた斉昭も慶喜を一室に閉じとめて謹慎させるよう命じた。しかし「尼君は人となり殊の外雄々しくましましければ」、つまり瑛想院が非常に勇ましい性格だったため、一層慶喜の快活な性質を気に入り、その後も何かあるたびに親しく教え諭したという。
明治となり、廃藩置県からに2年後の明治6年（1873年）、水戸より東京に出て、北二葉町別邸（現在の墨田区石原）に移り住んだ。明治8年（1875年）4月4日、明治天皇が初めて水戸徳川家の本邸小梅邸に行幸した。このとき当主昭武の一門縁戚15人天皇に謁し、この中に瑛想院もいた。『明治天皇紀』に「特に斉昭の生母を慰諭したまひ」とある。間もなく体調を崩し、26日、満93歳で死去した。

## 子女
- 清子（鄰姫）（1796年 - 1861年） - 鷹司政通室、従三位北政所
- 苞姫（厚姫）（1797年 - 1823年） - 守山藩5代藩主松平頼誠室
- 斉昭（1800年 - 1860年） - 第9代水戸藩主